# Млекоминци
Млекоминци су насеље у Србији у општини Босилеград у Пчињском округу. Према попису из 2022. било је 65 становника.

## Демографија
У насељу Млекоминци живи 104 пунолетна становника, а просечна старост становништва износи 44,5 година (42,1 код мушкараца и 46,3 код жена). У насељу има 45 домаћинстава, а просечан број чланова по домаћинству је 2,76.
Становништво у овом насељу веома је нехомогено (према попису из 2002. године), а у последња три пописа, примећен је пад у броју становника.
|  |

| Демографија | Демографија | Демографија |
| Година      | Становника  | Становника  |
| ----------- | ----------- | ----------- |
| 1948.       | 154         |             |
| 1953.       | 263         |             |
| 1961.       | 241         |             |
| 1971.       | 198         |             |
| 1981.       | 145         |             |
| 1991.       | 135         | 135         |
| 2002.       | 124         | 128         |
| 2011.       | 88          |             |
| 2022.       | 65          |             |

| Година пописа     | 1948. | 1953. | 1961. | 1971. | 1981. | 1991. | 2002. |
| ----------------- | ----- | ----- | ----- | ----- | ----- | ----- | ----- |
| Број домаћинстава | 34    | 56    | 51    | 50    | 47    | 46    | 45    |

| Број чланова      | 1  | 2 | 3 | 4 | 5 | 6 | 7 | 8 | 9 | 10 и више | Просек |
| ----------------- | -- | - | - | - | - | - | - | - | - | --------- | ------ |
| Број домаћинстава | 16 | 9 | 6 | 4 | 6 | 3 | 0 | 1 | 0 | 0         | 2,76   |

| Пол    | Укупно | Неожењен/Неудата | Ожењен/Удата | Удовац/Удовица | Разведен/Разведена | Непознато |
| ------ | ------ | ---------------- | ------------ | -------------- | ------------------ | --------- |
| Мушки  | 48     | 13               | 32           | 3              | 0                  | 0         |
| Женски | 60     | 11               | 31           | 15             | 3                  | 0         |
| УКУПНО | 108    | 24               | 63           | 18             | 3                  | 0         |

| Пол    | Укупно                    | Пољопривреда, лов и шумарство | Рибарство                            | Вађење руде и камена | Прерађивачка индустрија       |
| ------ | ------------------------- | ----------------------------- | ------------------------------------ | -------------------- | ----------------------------- |
| Мушки  | 17                        | 4                             | 0                                    | 4                    | 2                             |
| Женски | 8                         | 3                             | 0                                    | 0                    | 3                             |
| УКУПНО | 25                        | 7                             | 0                                    | 4                    | 5                             |
| Пол    | Производња и снабдевање   | Грађевинарство                | Трговина                             | Хотели и ресторани   | Саобраћај, складиштење и везе |
| Мушки  | 1                         | 0                             | 2                                    | 0                    | 2                             |
| Женски | 0                         | 0                             | 1                                    | 1                    | 0                             |
| УКУПНО | 1                         | 0                             | 3                                    | 1                    | 2                             |
| Пол    | Финансијско посредовање   | Некретнине                    | Државна управа и одбрана             | Образовање           | Здравствени и социјални рад   |
| Мушки  | 0                         | 0                             | 2                                    | 0                    | 0                             |
| Женски | 0                         | 0                             | 0                                    | 0                    | 0                             |
| УКУПНО | 0                         | 0                             | 2                                    | 0                    | 0                             |
| Пол    | Остале услужне активности | Приватна домаћинства          | Екстериторијалне организације и тела | Непознато            | Непознато                     |
| Мушки  | 0                         | 0                             | 0                                    | 0                    | 0                             |
| Женски | 0                         | 0                             | 0                                    | 0                    | 0                             |
| УКУПНО | 0                         | 0                             | 0                                    | 0                    | 0                             |

| Етнички састав према попису из 2002.‍ | Етнички састав према попису из 2002.‍ | Етнички састав према попису из 2002.‍ | Етнички састав према попису из 2002.‍ | Етнички састав према попису из 2002.‍ |
| ------------------------------------ | ------------------------------------ | ------------------------------------ | ------------------------------------ | ------------------------------------ |
|                                      |                                      |                                      |                                      |                                      |
| Бугари                               | Бугари                               |                                      | 78                                   | 62,9%                                |
| Срби                                 | Срби                                 |                                      | 15                                   | 12,09%                               |
| неизјашњени                          | неизјашњени                          |                                      | 31                                   | 25%                                  |

| Етнички састав према попису из 2022.‍ | Етнички састав према попису из 2022.‍ | Етнички састав према попису из 2022.‍ | Етнички састав према попису из 2022.‍ | Етнички састав према попису из 2022.‍ |
| ------------------------------------ | ------------------------------------ | ------------------------------------ | ------------------------------------ | ------------------------------------ |
|                                      |                                      |                                      |                                      |                                      |
| Бугари                               | Бугари                               |                                      | 15                                   | 23,1%                                |
| Срби                                 | Срби                                 |                                      | 8                                    | 12,3%                                |
| неизјашњени                          | неизјашњени                          |                                      | 41                                   | 63,1%                                |

## Галерија
- Поглед са брда 2020. године